# Georgië op het Eurovisiesongfestival 2018

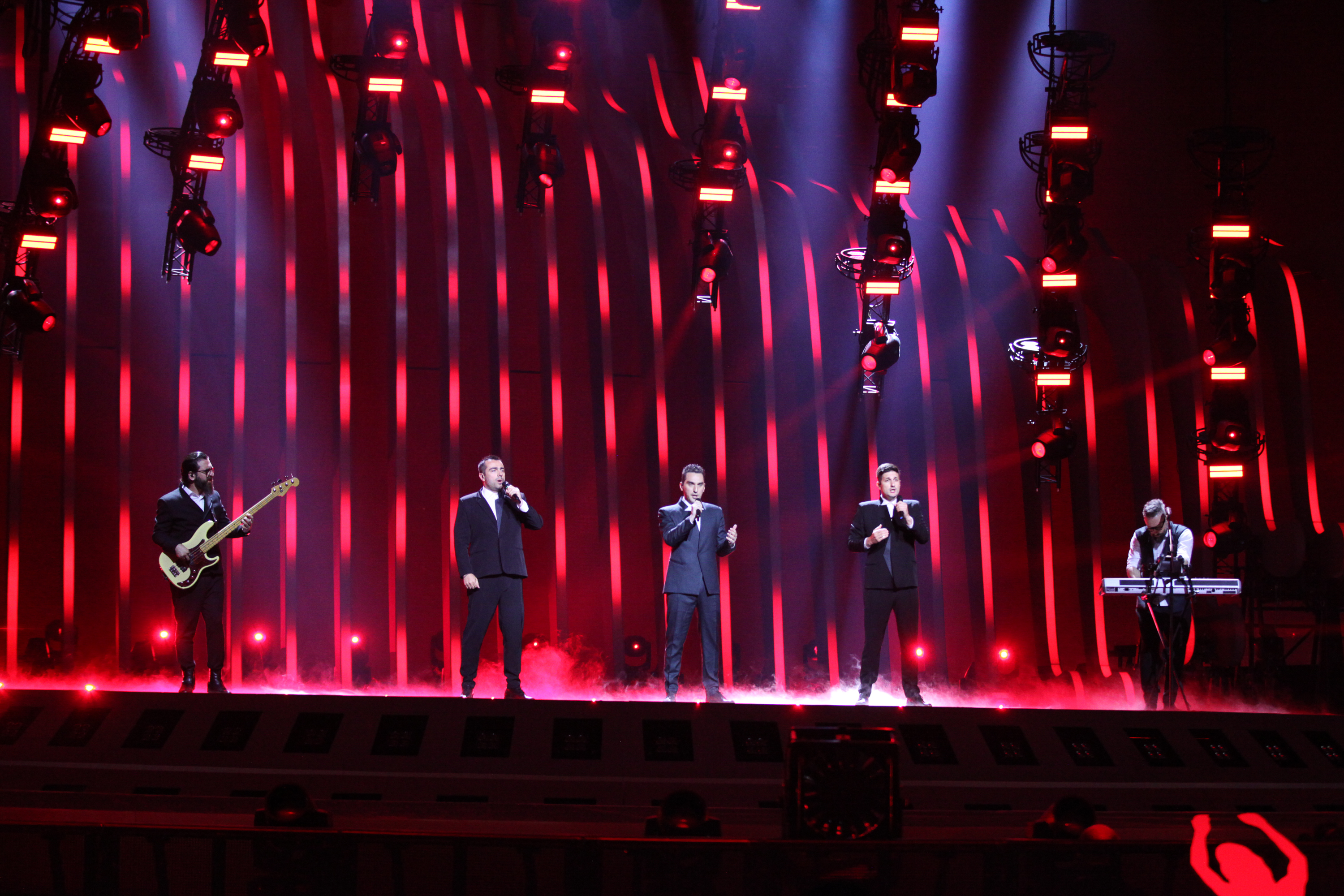
Ethno-Jazz Band Iriao tijdens de repetities in Lissabon.

Georgië nam deel aan het Eurovisiesongfestival 2018 in Lissabon, Portugal. Het was de 11de deelname van het land aan het Eurovisiesongfestival. GPB was verantwoordelijk voor de Georgische bijdrage voor de editie van 2018.

## Selectieprocedure
Op 2 oktober 2017 gaf GPB aan te zullen deelnemen aan de 63ste editie van het Eurovisiesongfestival. In tegenstelling tot een jaar eerder werd er geen nationale finale georganiseerd maar koos GPB intern een bijdrage. Op 31 december 2017 werd duidelijk dat de keuze was gevallen op Ethno-Jazz Band Iriao. Op 13 maart 2018 werd het nummer For you gepresenteerd aan het grote publiek.

## In Lissabon
Georgië trad in de tweede halve finale, op donderdag 10 mei 2018. Ethno-Jazz Band Iriao was als tiende van achttien artiesten aan de beurt, net na Jessica Mauboy uit Australië en gevolgd door Gromee feat. Lukas Meijer uit Polen. Uiteindelijk eindigde Georgië als achttiende en laatste, met 24 punten. Het was de tweede keer in de geschiedenis dat Georgië op de laatste plek eindigde.
2007 · 2008 · 2009 · 2010 · 2011 · 2012 · 2013 · 2014 · 2015 · 2016 · 2017 · 2018 · 2019 · 2020 · 2021 · 2022 · 2023 · 2024 · 2025
Albanië · Armenië · Australië · Azerbeidzjan · België · Bulgarije · Cyprus · Denemarken · Duitsland · Estland · Finland · Frankrijk · Georgië · Griekenland · Hongarije · Ierland · IJsland · Israël · Italië · Kroatië · Letland · Litouwen · Macedonië · Malta · Moldavië · Montenegro · Nederland · Noorwegen · Oekraïne · Oostenrijk · Polen · Portugal · Roemenië · Rusland · San Marino · Servië · Slovenië · Spanje · Tsjechië · Verenigd Koninkrijk · Wit-Rusland · Zweden · Zwitserland